# Wamba, a Child of the Jungle
Pour plus de détails, voir Fiche technique et Distribution.
Wamba, a Child of the Jungle est un film muet américain réalisé par Colin Campbell et sorti en 1913.

## Fiche technique
- Réalisation : Colin Campbell
- Scénario : Otto Breitkreutz
- Date de sortie : États-Unis : 26 mai 1913

## Distribution
- Tom Santschi : Pete, le portugais
- Bessie Eyton : Wamba
- Frank Clark : Dr. Rice
- Eugenie Besserer : Mrs. Rice
- Baby Lillian Wade : la fille de Wamba